# Dennis Budimir
Dennis Matthew Budimir (Los Angeles, 20 juni 1938 – 10 januari 2023) was een Amerikaanse jazzgitarist.

## Carrière
Budimir speelde eerst in de bands van Ken Hanna, Keith Williams en Harry James. In 1958 verving hij bij het kwintet van Chico Hamilton John Pisano. Vanaf 1960 behoorde hij bij het combo van Bud Shank. Later bracht hij onder zijn eigen naam vier lp's uit voor het Californische label Revelation Records en ontwikkelde hij zich tot een veelgevraagde studiomuzikant, die met artiesten als Randy Newman en Peggy Lee samenwerkte. Ook was hij betrokken bij de muziek voor honderden films.
De begeleiding voor de zangeres Peggy Lee in 1960 en de ontmoeting met Gary Peacock in het kwartet/kwintet van Bud Shank waren zoiets als een carte blanche. Bud Shank gaf Budimir de gelegenheid en tijd, in lange clubsessies zijn eigen ideeën te ontwikkelen. In 1961 werd hij opgeroepen voor zijn militaire dienstplicht en werd hij gestationeerd in Duitsland, waar hij onder andere speelde met Benny Bailey. Bij zijn terugkeer in de Verenigde Staten in 1963 had de muziekbusiness zich veranderd. De clubs sloten hun deuren en de tijd van de kleine onafhankelijk jazzlabels als Revelation Records in Los Angeles was aangebroken.
Budimir nam in totaal vier albums op onder zijn eigen naam. Samen met Gary Foster ontstond Alone Together, dat zich oriënteerde aan Lee Konitz en diens samenwerking met Billy Bauer. A Second Coming met Gary Peacock bevatte opnamen uit de jaren 1961 en 1963. Ook Sprung Free (1968) bevatte fragmenten uit dezelfde jaren. Session With Albert werd in 1964 opgenomen in de studio. Naast Gary Foster en Jim Keltner speelde Albert Stinson op de bas.
Als studiomuzikant was Budimir onderdeel van het Abnuceals Emuukha Electric Symphony Orchestra, waarmee Frank Zappa de orkestrale gedeelten van Lumpy Gravy opnam. Tijdens de jaren 1970 speelde Budimir met Quincy Jones, Lalo Schifrin en Don Ellis. Hij is ook te beluisteren op opnamen met Milt Jackson.
Budimir overleed 10 januari 2023 op 84-jarige leeftijd.
- Bibliothèque nationale de France: cb139264510 (data)
- Gemeinsame Normdatei: 134339576
- International Standard Name Identifier: 0000 0000 5514 8687
- Library of Congress Control Number: n94060474
- MusicBrainz: 9400b6d9-2585-48ac-8b69-84c8174d5203
- Nationale Bibliotheek van Israël: 987007370907805171
- Système universitaire de documentation: 194318990
- Virtual International Authority File: 64194055
- WorldCat: E39PBJvmPRGg3xjGCFv7bgDH4q